# The Age
«Эйдж» (анг. The Age переводится как «Век») — ежедневная газета на английском языке, издаётся в Мельбурне. Основана тремя предпринимателями: братьями Джоном и Генри Куками, которые в 1840-х годах приехали в Австралию из Новой Зеландии, и Уолтером Пауэллом. Первый номер газеты вышел 17 октября 1854 года. В июне 2011 года разовый тираж газеты составлял 190 600 экземпляров в будние дни,  275 000 по субботам, воскресный выпуск, выходящий под названием The Sunday Age имел тираж 225 400 экземпляров.
В последние годы из-за уменьшения доходов от рекламы издание испытывало финансовые проблемы. 18 июня 2012 года его владелец сообщил о намерении в течение трёх лет сократить 1900 работников, в связи с чем формат газеты должен быть изменён на более экономный таблоидный, а доступ к её электронной версии стать платным.